# Suolue
Suolue (kinesiska: 所略乡, 所略) är en socken i Kina. Den ligger i den autonoma regionen Guangxi, i den södra delen av landet, omkring 190 kilometer nordväst om regionhuvudstaden Nanning. Antalet invånare är 30241. Befolkningen består av 14 921 kvinnor och 15 320 män. Barn under 15 år utgör 27,0 %, vuxna 15-64 år 63 %, och äldre över 65 år 9,0 %.
Genomsnittlig årsnederbörd är 1 775 millimeter. Den regnigaste månaden är juni, med i genomsnitt 345 mm nederbörd, och den torraste är februari, med 29 mm nederbörd.